# 服部信司
服部 信司（はっとり しんじ、1938年 - ）は、日本の経済学者。専門は国際経済学、農業経済学。日米間農業政策に関する著書が多い。元東洋大学経済学部長。東洋大学名誉教授。経済学博士（東京大学）。国際農政研究所代表。静岡県生まれ。

## 経歴・人物
1957年、静岡県立静岡高等学校卒業。1962年、東京大学経済学部卒業。一時商社に勤務。1983年、東京大学大学院・経済学研究科博士課程修了。経済学博士。1986年、岐阜経済大学講師、同大助教授、教授を経て、1993年、東洋大学経済学部教授。2004年、東洋大学経済学部長。食料・農林漁業・環境フォーラム幹事長などを兼務。2009年、東洋大学名誉教授、日本農業研究所客員研究員。2015年、国際農政研究所を設立。

## 著書
- 『アメリカ2018年農業法 : 所得保障の引き上げ・強まる農場保護の動き』 農林統計協会 2020.2
- 『米離脱後TPP11と官邸主導型「農政改革」 : 各品目への影響と対策「農協改革」の行方』 谷口信和【編集代表】; 服部信司【編集担当】 農林統計協会 2018.1.7
- 『アメリカ2014年農業法』 農林統計協会 2016.2
- 『TPP協定の全体像と日本農業・米国批准問題』 農林統計協会 2016.11
- 『アベノミクス農政の行方 : 農政の基本方針と見直しの論点』 谷口信和【編集代表】; 石井圭一【編集担当】 農林統計協会 2015.3.6
- 『アメリカ2014年農業法』 服部信司 解題翻訳・解説	農政調査委員会 2015.3
- 『TPP交渉と日米協議』 農林統計協会 2014.11
- 『TPP不参加戸別所得補償の継続 : そこに日本農業・日本社会の展望がかかる』 農林統計協会 2012.6
- 『農業・漁業をどう立て直すか : 大震災・原発事故からの復旧の実態、復興の課題』 梶井功【編集代表】; 服部信司【編集担当】 農林統計協会 2012.1.12